# Ogcodes ignavus
Ogcodes ignavus este o specie de muște din genul Ogcodes, familia Acroceridae, descrisă de John Obadiah Westwood în anul 1876. Conform Catalogue of Life specia Ogcodes ignavus nu are subspecii cunoscute.